# Педурень (комуна, Васлуй)
Педурень, Педурені (рум. Pădureni) — комуна у повіті Васлуй в Румунії. До складу комуни входять такі села (дані про населення за 2002 рік):
- Івенешть (526 осіб)
- Велень (1344 особи)
- Давідешть (258 осіб)
- Кепотешть (141 особа)
- Леошть (207 осіб)
- Педурень (1224 особи) — адміністративний центр комуни
- Руска (732 особи)
- Тодірень

Комуна розташована на відстані 287 км на північний схід від Бухареста, 27 км на схід від Васлуя, 70 км на південний схід від Ясс, 133 км на північ від Галаца.

## Населення
За даними перепису населення 2002 року у комуні проживали 4432 особи, усі — румуни. Усі жителі комуни рідною мовою назвали румунську.
Склад населення комуни за віросповіданням:
| Релігія       | Кількість осіб | Відсоток |
| ------------- | -------------- | -------- |
| православні   | 4422           | 99,8%    |
| римо-католики | 6              | 0,1%     |
| адвентисти    | 3              | 0,1%     |
| бретрени      | 1              | < 0,1%   |

## Зовнішні посилання
- Дані про комуну Педурень на сайті Ghidul Primăriilor